# Lijst van voetbalinterlands Ierland - Wales
Deze lijst van voetbalinterlands is een overzicht van alle officiële voetbalwedstrijden tussen de nationale teams van de Republiek Ierland en Wales. De landen speelden tot op heden negentien keer tegen elkaar, te beginnen met een vriendschappelijke wedstrijd in Dublin op 28 september 1960. Het laatste duel, een groepswedstrijd tijdens de UEFA Nations League 2020/21, vond plaats op 15 november 2020 in Cardiff.

## Wedstrijden
| №  | Plaats  | Datum             | Competitie                  | Wedstrijd       | Uitslag |
| -- | ------- | ----------------- | --------------------------- | --------------- | ------- |
| 1  | Dublin  | 28 september 1960 | Vriendschappelijk           | Ierland – Wales | 2 – 3   |
| 2  | Swansea | 11 september 1979 | Vriendschappelijk           | Wales – Ierland | 2 – 1   |
| 3  | Dublin  | 24 februari 1981  | Vriendschappelijk           | Ierland – Wales | 1 – 3   |
| 4  | Dublin  | 26 maart 1986     | Vriendschappelijk           | Ierland – Wales | 0 – 1   |
| 5  | Dublin  | 28 maart 1990     | Vriendschappelijk           | Ierland – Wales | 1 – 0   |
| 6  | Wrexham | 6 februari 1991   | Vriendschappelijk           | Wales – Ierland | 0 – 3   |
| 7  | Dublin  | 19 februari 1992  | Vriendschappelijk           | Ierland – Wales | 0 – 1   |
| 8  | Dublin  | 17 februari 1993  | Vriendschappelijk           | Ierland – Wales | 2 – 1   |
| 9  | Cardiff | 11 februari 1997  | Vriendschappelijk           | Wales – Ierland | 0 – 0   |
| 10 | Dublin  | 24 maart 2007     | EK 2008 kwalificatie        | Ierland – Wales | 1 – 0   |
| 11 | Cardiff | 17 november 2007  | EK 2008 kwalificatie        | Wales – Ierland | 2 – 2   |
| 12 | Dublin  | 8 februari 2011   | Vriendschappelijk           | Ierland – Wales | 3 – 0   |
| 13 | Cardiff | 14 augustus 2013  | Vriendschappelijk           | Wales − Ierland | 0 − 0   |
| 14 | Dublin  | 24 maart 2017     | WK 2018 kwalificatie        | Ierland – Wales | 0 – 0   |
| 15 | Cardiff | 9 oktober 2017    | WK 2018 kwalificatie        | Wales – Ierland | 0 – 1   |
| 16 | Cardiff | 6 september 2018  | UEFA Nations League 2018/19 | Wales – Ierland | 4 – 1   |
| 17 | Dublin  | 16 oktober 2018   | UEFA Nations League 2018/19 | Ierland – Wales | 0 – 1   |
| 18 | Dublin  | 11 oktober 2020   | UEFA Nations League 2020/21 | Ierland – Wales | 0 – 0   |
| 19 | Cardiff | 15 november 2020  | UEFA Nations League 2020/21 | Wales – Ierland | 1 – 0   |

## Samenvatting
| Competitie          | Totaal gespeeld | Winst Ierland | Gelijk | Winst Wales | Doelsaldo Ierland – Wales |
| ------------------- | --------------- | ------------- | ------ | ----------- | ------------------------- |
| WK-kwalificatie     | 2               | 1             | 1      | 0           | 1 − 0                     |
| EK-kwalificatie     | 2               | 1             | 1      | 0           | 3 − 2                     |
| UEFA Nations League | 4               | 0             | 1      | 3           | 1 − 6                     |
| Vriendschappelijk   | 11              | 4             | 2      | 5           | 13 − 11                   |
| Totaal              | 19              | 6             | 5      | 8           | 18 − 19                   |

## Details

### Vijfde ontmoeting
| Vriendschappelijk (Dublin, Ierland, 28 maart 1990): |       |       |
| Ierland                                             | 1 – 0 | Wales |
| Bernie Slaven 88'                                   | goals |       |

### Zesde ontmoeting
| Vriendschappelijk (Wrexham, Wales, 6 februari 1991): |       |                                                |
| Wales                                                | 0 – 3 | Ierland                                        |
|                                                      | goals | 23' Niall Quinn 66' Niall Quinn 86' John Byrne |

### Zevende ontmoeting
| Vriendschappelijk (Dublin, Ierland, 19 februari 1992):                                                                                               |              | |
| Ierland | 0 – 1        | Wales |
| | goals        | 72' Mark Pembridge |
| Jack Charlton | bondscoach   | Terry Yorath |
| Pat Bonner Chris Morris David O'Leary Liam Daish Denis Irwin John Byrne Roy Keane Terry Phelan 55' Andy Townsend 46' Kevin Sheedy Tony Cascarino 68' | opstellingen | Neville Southall David Phillips Mark Bowen Mark Aizlewood 46' Eric Young Kit Symons Barry Horne 76' Mark Pembridge 46' Gary Speed 86' Dean Saunders Mark Hughes |
| Alan McLoughlin 46' John Aldridge 55' Niall Quinn 68'                                                                                                | wissels      | 46' Paul Bodin 46' Clayton Blackmore 76' Glyn Hodges 86' Alan Neilson                                                                                           |
| - Debuut van Kit Symons (Portsmouth) en Alan Neilson (Newcastle United) voor Wales.                                                                  |              | |

### Achtste ontmoeting
| Vriendschappelijk (Dublin, Ierland, 17 februari 1993): |       |                 |
| Ierland                                                | 2 – 1 | Wales           |
| Kevin Sheedy 75' Tommy Coyne 80'                       | goals | 18' Mark Hughes |

### Negende ontmoeting
| Vriendschappelijk (Cardiff, Wales, 11 februari 1997): |       |         |
| Wales                                                 | 0 – 0 | Ierland |
|                                                       | goals |         |

### Twaalfde ontmoeting
| Vierlandentoernooi voetbal 2011 (Dublin, Ierland, 8 februari 2011): |       |       |
| Ierland                                                             | 3 – 0 | Wales |
| Darron Gibson 60' Damien Duff 66' Keith Fahey 82'                   | goals |       |

### Dertiende ontmoeting
| Vriendschappelijk (Cardiff, Wales, 14 augustus 2013): |       |         |
| Wales                                                 | 0 – 0 | Ierland |
|                                                       | goals |         |

FAI · A-internationals · Bondscoaches · Statistieken · Iers vrouwenelftal · Olympisch elftal · Ierland U21 · Ierland U20 · Ierland U19 · Ierland U18 · Ierland U17 · Ierland U16 · Vrouwen U17
1924 – 1929 ·
1930 – 1939 ·
1940 – 1949 ·
1950 – 1959 ·
1960 – 1969 ·
1970 – 1979 ·
1980 – 1989 ·
1990 – 1999 ·
2000 – 2009 ·
2010 – 2019 ·
2020 − 2029
EK 1988 · 
EK 2012 · 
EK 2016
WK 1990 · 
WK 1994 · 
WK 2002
1924 · 
1925 · 
1926 · 
1927 · 
1928 · 
1929 · 
1930 · 
1931 · 
1932 · 
1933 · 
1934 · 
1935 · 
1936 · 
1937 · 
1938 · 
1939 · 
1940 · 1941 · 1942 · 1943 · 1944 · 1945 · 
1946 · 
1947 · 
1948 · 
1949 · 
1950 · 
1951 · 
1952 · 
1953 · 
1954 · 
1955 · 
1956 · 
1957 · 
1958 · 
1959 · 
1960 · 
1961 · 
1962 · 
1963 · 
1964 · 
1965 · 
1966 · 
1967 · 
1968 · 
1969 · 
1970 · 
1971 · 
1972 · 
1973 · 
1974 · 
1975 · 
1976 · 
1977 · 
1978 · 
1979 · 
1980 · 
1981 · 
1982 · 
1983 · 
1984 · 
1985 · 
1986 · 
1987 · 
1988 · 
1989 · 
1990 · 
1991 · 
1992 · 
1993 · 
1994 · 
1995 · 
1996 · 
1997 · 
1998 · 
1999 · 
2000 · 
2001 · 
2002 · 
2003 · 
2004 · 
2005 · 
2006 · 
2007 · 
2008 · 
2009 · 
2010 · 
2011 · 
2012 · 
2013 · 
2014 · 
2015 ·
2016 ·
2017 ·
2018 ·
2019 ·
2020 ·
2021
Albanië ·
Algerije ·
Andorra ·
Argentinië ·
Armenië ·
Australië ·
Azerbeidzjan ·
België ·
Bolivia ·
Bosnië en Herzegovina ·
Brazilië ·
Bulgarije ·
Canada ·
Chili ·
China ·
Colombia ·
Costa Rica ·
Cyprus ·
Denemarken ·
Duitsland ·
Ecuador ·
Egypte ·
Engeland ·
Estland ·
Faeröer ·
Finland ·
Frankrijk ·
Georgië ·
Gibraltar ·
Griekenland ·
Hongarije ·
IJsland ·
Iran ·
Israël ·
Italië ·
Jamaica ·
Joegoslavië ·
Kameroen ·
Kazachstan ·
Kroatië ·
Letland ·
Liechtenstein ·
Litouwen ·
Luxemburg ·
Malta ·
Marokko ·
Mexico ·
Moldavië ·
Montenegro ·
Nederland ·
Nieuw-Zeeland ·
Nigeria ·
Noord-Ierland ·
Noord-Macedonië ·
Noorwegen ·
Oekraïne ·
Oman ·
Oostenrijk ·
Paraguay ·
Polen ·
Portugal ·
Qatar ·
Roemenië ·
Rusland ·
San Marino ·
Saoedi-Arabië ·
Schotland ·
Servië ·
Slowakije ·
Sovjet-Unie ·
Spanje ·
Trinidad en Tobago ·
Tsjechië ·
Tsjecho-Slowakije ·
Tunesië ·
Turkije ·
Uruguay ·
Verenigde Staten ·
Wales ·
Wit-Rusland ·
Zuid-Afrika ·
Zweden ·
Zwitserland
België (2016) · 
Italië (2012) · 
Kroatië (2012) · 
Spanje (2012) · 
Zweden (2016)
FAW · A-internationals · Bondscoaches · Statistieken · Welsh vrouwenelftal · Brits olympisch elftal · Wales U21 · Wales U20 · Wales U19 · Wales U18 · Wales U17 · Wales U16
1876 – 1899 ·
1900 – 1919 ·
1920 – 1929 ·
1930 – 1939 ·
1940 – 1949 ·
1950 – 1959 ·
1960 – 1969 ·
1970 – 1979 ·
1980 – 1989 ·
1990 – 1999 ·
2000 – 2009 ·
2010 – 2019 ·
2020 − 2029
EK 2016 · 
EK 2020
WK 1958
1876 · 
1877 · 
1878 · 
1879 · 
1880 · 
1881 · 
1882 · 
1883 · 
1884 · 
1885 · 
1886 · 
1887 · 
1888 · 
1889 · 
1890 · 
1891 · 
1892 · 
1893 · 
1894 · 
1895 · 
1896 · 
1897 · 
1898 · 
1899 · 
1900 · 
1901 · 
1902 · 
1903 · 
1904 · 
1905 · 
1906 · 
1907 · 
1908 · 
1909 · 
1910 · 
1911 · 
1912 · 
1913 · 
1914 · 
1915 · 1916 · 1917 · 1918 · 1919 · 
1920 · 
1921 · 
1922 · 
1923 · 
1924 · 
1925 · 
1926 · 
1927 · 
1928 · 
1929 · 
1930 · 
1931 · 
1932 · 
1933 · 
1934 · 
1935 · 
1936 · 
1937 · 
1938 · 
1939 · 
1940 · 1941 · 1942 · 1943 · 1944 · 1945 · 
1946 · 
1947 · 
1948 · 
1949 · 
1950 · 
1952 · 
1952 · 
1953 · 
1954 · 
1955 · 
1956 · 
1957 · 
1958 · 
1959 · 
1960 · 
1961 · 
1962 · 
1963 · 
1964 · 
1965 · 
1966 · 
1967 · 
1968 · 
1969 · 
1970 · 
1971 · 
1972 · 
1973 · 
1974 · 
1975 · 
1976 · 
1977 · 
1978 · 
1979 · 
1980 · 
1981 · 
1982 · 
1983 · 
1984 · 
1985 · 
1986 · 
1987 · 
1988 · 
1989 · 
1990 · 
1991 · 
1992 · 
1993 · 
1994 · 
1995 · 
1996 · 
1997 · 
1998 · 
1999 · 
2000 · 
2001 · 
2002 · 
2003 · 
2004 · 
2005 · 
2006 · 
2007 · 
2008 · 
2009 · 
2010 · 
2011 · 
2012 · 
2013 · 
2014 · 
2015 · 
2016 · 
2017 ·
2018 ·
2019 ·
2020 ·
2021 ·
2022 ·
2023
Albanië ·
Andorra ·
Argentinië ·
Armenië ·
Australië ·
Azerbeidzjan ·
België ·
Bosnië en Herzegovina ·
Brazilië ·
Bulgarije ·
Canada ·
Chili ·
China ·
Costa Rica ·
Cyprus ·
DDR ·
Denemarken ·
Duitsland ·
Engeland ·
Estland ·
Faeröer ·
Finland ·
Frankrijk ·
Georgië ·
Gibraltar ·
Griekenland ·
Hongarije ·
Ierland ·
IJsland ·
Iran ·
Israël ·
Italië ·
Jamaica ·
Japan ·
Joegoslavië ·
Kazachstan ·
Koeweit ·
Kroatië ·
Letland ·
Liechtenstein ·
Luxemburg ·
Malta ·
Mexico ·
Moldavië ·
Montenegro ·
Nederland ·
Nieuw-Zeeland ·
Noord-Ierland ·
Noord-Macedonië ·
Noorwegen ·
Oekraïne ·
Oostenrijk ·
Panama ·
Paraguay ·
Polen ·
Portugal · 
Qatar ·
Roemenië ·
Rusland ·
San Marino ·
Saoedi-Arabië ·
Schotland ·
Servië ·
Servië en Montenegro ·
Slovenië ·
Slowakije ·
Sovjet-Unie ·
Spanje ·
Trinidad & Tobago ·
Tsjechië ·
Tsjecho-Slowakije ·
Tunesië ·
Turkije ·
Uruguay ·
Verenigde Staten ·
Wit-Rusland ·
Zuid-Korea ·
Zweden ·
Zwitserland
Engeland (2016) · 
Denemarken (2021) · 
Italië (2021) · 
Rusland (2016) ·
Slowakije (2016) · 
Turkije (2021) · 
Zwitserland (2021)